# Аболин, Борис Игоревич
Борис Игоревич Аболин (28 августа 1983, Свердловск, РСФСР, СССР) — российский спортивный комментатор, журналист и радиоведущий.

## Биография
Родился в Свердловске, рос в районе Уралмаш. По собственному признанию, мечтал работать радиоведущим ещё с детства.
В 2005 году окончил Уральский государственный университет им. А. М. Горького, остался на аспирантуре. В 2009 году защитил кандидатскую диссертацию по специальности ВАК 10.02.19 «Теория языка» на тему «Концепт „толерантность“ в когнитивно-дискурсивном аспекте».
С 2006 года работает на екатеринбургском радио «Город FM». Ведет как спортивные передачи, так и новостные выпуски, программы о ЖКХ и жизни Екатеринбурга и Свердловской области в целом.
С 2013 по 2015 годы — пресс-атташе мини-футбольного клуба «Синара».
Комментирует матчи «Синары» (с 2007 года) и футбольного клуба «Урал» на каналах Матч ТВ (с 2017 года).

## Награды
- Премия «Голос спорта» 2022 года (Российская ассоциация спортивных комментаторов, номинация «Страна»)[6]
  - Номинирован на премию «Голос спорта» в номинации «Страна» в 2024 году[7]
- Премия «Спортивный комментатор года» Свердловской области 2013 года[8]

## Публикации
- Аболин Б. И. Особенности лексического значения слова «толерантность» в словарях русского и английского языков // Вестник Южно-Уральского государственного гуманитарно-педагогического университета. — 2008. — № 8. — С. 134—142.
- Аболин Б. И. Особенности замещения позиции объекта толерантности в русском языке (на материале публицистических текстов) // Известия Российского государственного педагогического университета им. А. И. Герцена. — 2008. — № 74-1. — С. 11—14.